# 乍浦路桥
乍浦路桥，俗称二白渡桥，位于中国上海市乍浦路虎丘路之间，外白渡桥西侧。

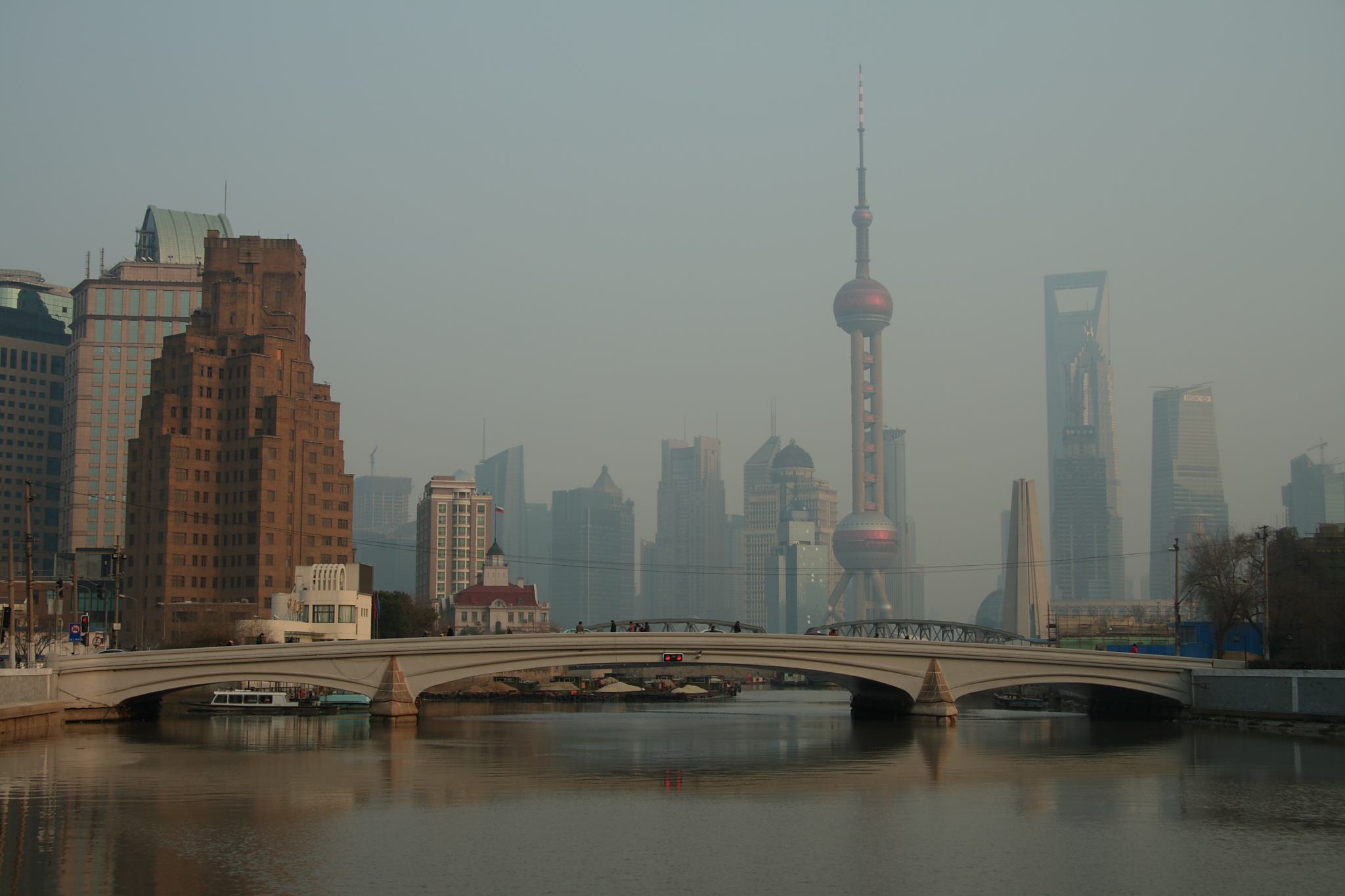
从四川路桥看乍浦路桥

乍浦路桥桥址原为上海公共租界工部局于1873年所建的二摆渡桥，原结构为木桥。后工部局重新设计并使用钢筋水泥混凝土结构建造，于1927年竣工。
目前桥长72米，中孔跨径36.6米，南北二孔各17.7米，行车道宽12.9米，两侧人行道各宽2.6米，载重为10吨。